# Michelbach (Austria)
Michelbach è un comune austriaco di 903 abitanti nel distretto di Sankt Pölten-Land, in Bassa Austria; ha lo status di comune mercato (Marktgemeinde).